# Cleveland Johnson
Cleveland Johnson (* 3. November 1955) ist ein US-amerikanischer Organist, Musikwissenschaftler und Herausgeber Alter Musik. Er war bis 2021 Geschäftsführer des Morris Museum in Morristown (New Jersey). Seit 2012 ist er Professor emeritus an der DePauw University.

## Leben und Werk
Johnson studierte von 1973 bis 1977 am Oberlin College Conservatory of Music die Fächer Musikgeschichte und Orgel und 1977/78 an der Norddeutschen Orgelakademie im Steinhaus Bunderhee bei Harald Vogel sowie bei Klaas Bolt. Hier vertiefte er sich in der alten Spielweise auf historischen Orgeln der Orgellandschaft Ostfriesland und untersuchte auch in den Folgejahren regelmäßig die norddeutsche Orgelkultur. Seine Doktoralstudien (1978 bis 1980) an der University of Oxford schloss er 1984 mit der Promotion über deutsche Orgeltabulaturen des 16. und 17. Jahrhunderts. Weiterführende Studien schlossen sich an der Universität Göttingen unter Wolfgang Boetticher an. Von 1985 bis 1991 war er Assistant Professor an der DePauw Universität und hatte ebenda von 1991 bis 2001 eine Außerordentliche Professur inne. Von 2001 bis 2012 war er Ordentlicher Professor und seit 2006 Dekan der School of Music. Der Stiftung Thomas J. Watson Fellowship stand er von 2008 bis 2011 als Direktor vor. Von 2012 bis 2017 war er Direktor des National Music Museum in Vermillion (South Dakota) und von 2017 bis 2021 Geschäftsführer des Morris Museum in Morristown.
Cleveland Johnson hat zusammen mit Claudia Heberlein Johnson die Ersteinspielung sämtliche Orgelwerke von Heinrich Scheidemann vorgenommen, dessen Motettenkolorierungen (Orgelintavolierungen) er ebenfalls herausgab. Seit 1972 ist er Organist, Sänger und musikalischer Leiter in verschiedenen Kirchen unterschiedlicher Denomination. Von 1980 bis 1982 war er Continuo-Spieler des Barockensembles Fiori musicali (unter Leitung von Thomas Albert) auf Konzerten, Rundfunk- und Schallplattenaufnahmen. Er untersuchte zu Beginn des 21. Jahrhunderts die Geschichte der Tasteninstrumente in Indien und dokumentierte die historischen indischen Pfeifenorgeln und Harmonien in einer Datenbank.